# Desa Gandasari (administrativ by i Indonesien, lat -6,28, long 107,08)
Desa Gandasari är en administrativ by i Indonesien.   Den ligger i provinsen Jawa Barat, i den västra delen av landet, 27 km öster om huvudstaden Jakarta. Desa Gandasari ligger vid sjön Rawa Cibitung.